# 화이트 푸딩

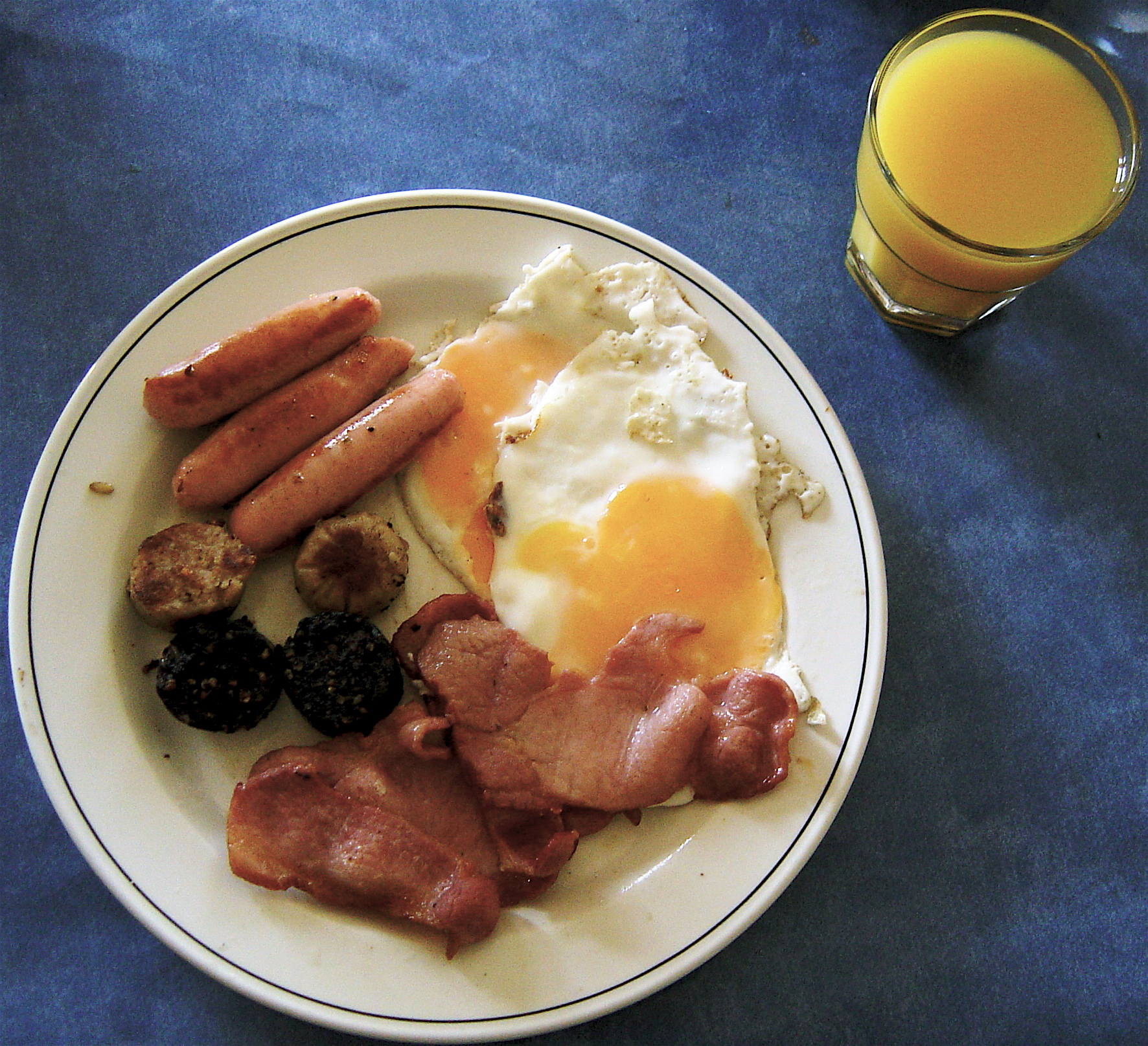
아일랜드식 아침식사. 베이컨, 달걀 프라이, 소시지, 화이트 푸딩 그리고 순대(블랙 푸딩). (베이컨부터 시작해서 시계반대방향으로.)

화이트 푸딩(white pudding), 다른 말로 오트밀 푸딩(oatmeal pudding)이라고 불리는 것은 스코틀랜드, 아일랜드섬, 아이슬란드 (여기서는 Lifrarpylsa라고 부른다.), 뉴펀들랜드 래브라도주 등지에서 사람들이 즐겨 먹는 고기 요리이다. 잉글랜드 데번주 및 콘월주에서도 유명한데 그 고장 사람들은 화이트 푸딩을 돼지 푸딩이라 부른다. 화이트 푸딩은 블랙 푸딩(순대)과 매우 흡사하다. 하지만 혈액 성분이 들어가 있지 않다. 화이트 푸딩은 돼지고기 살코기 부분과 지방 부분, 수잇(허리 고기, 콩팥 옆쪽 고기), 빵, 오트밀(빻은 귀리)를 섞어서 소시지 모양의 것에 집어 넣어 만든다. 1990년 이전에는, 양의 뇌 부분을 가지고 접착제 용도로 썼다.
스코틀랜드 지역에서는 화이트 푸딩(white pudding)은 다른 말로 밀리 푸딩( Mealy Pudding)이라고도 한다. 밀리 푸딩은 수잇, 오트밀, 양파, 향료 등을 가지고 만든다. 스코트틀랜드 화이트 푸딩 중에는 동물성지방을 안 쓰고 식물성지방만을 써서 만들어서 채식주의자에게 알맞은 것도 있다.
화이트 푸딩은 통째로 요리할 수 있다. 혹은 얇게 썰어서 튀겨 먹을 수도 있다. 전통적인아일랜드식 아침 식사에서는 빠져서는 안 될 요리였다. 화이트 푸딩(화이트 푸딩 및 레드 푸딩 및 블랙 푸딩 등)을 가지고 그것을 뭉개서 스코틀랜드의 칩 샵에서 물고기 대신 손님에게 내놓기도 한다. (피시앤드칩스 항목을 참고.) 칩(chip)과 함께 푸딩이 나올 때 스코틀랜드 사람들은 이것을 White Pudding Supper라고 부른다.
스코틀랜드에서는 민스와 타티즈와 곁들여 먹는다.

## 같이 보기
- 블랙 푸딩
- 순대
- 해기스
- 스컬리